# Bundesplatz
La Bundesplatz (Plaza Federal o de la Confederación) es una plaza de Berna, la capital de Suiza. Está situada en el casco antiguo de Berna, el centro de la ciudad medieval de esa localidad suiza. Es parte de la Innere Neustadt, que fue construida durante la segunda expansión entre 1255 y 1260, aunque la plaza no se construyó hasta mucho más tarde. Se encuentra frente al Palacio Federal de Suiza, el edificio del Parlamento suizo (en alemán Bundeshaus) y es parte del Patrimonio Cultural de la Humanidad, que abarca la Ciudad Vieja.